# Hinomyces pruni
Hinomyces pruni är en svampart som först beskrevs av Y. Harada & Noro, och fick sitt nu gällande namn av Narumi & Y. Harada 2006. Hinomyces pruni ingår i släktet Hinomyces och familjen Sclerotiniaceae.   Inga underarter finns listade i Catalogue of Life.